# Anderson Grasiane de Mattos Silva
Anderson Grasiane de Mattos Silva, mais conhecido como Anderson (Itaperuna, 26 de agosto de 1982), é um futebolista brasileiro que atua como zagueiro. Atualmente, está no Olaria.

## Carreira

### Início
Anderson nasceu em Itaperuna, Rio de Janeiro, e se profissionalizou no Americano, em 2006. O zagueiro, que se destacou jogando o Campeonato Brasileiro de 2011 pelo Atlético-GO, já jogou pelo Gama e pelo Ceará. Com 29 anos de idade e com certa experiência na bagagem adquirida nos últimos anos.

### Ceará
Anderson se destacou no acesso do Ceará para a primeira divisão depois de 16 anos que o clube não disputava a série A, foi um dos principais jogadores do clube, marcando gols importantes e sendo melhor defensor do time na época, Anderson atuou entre 2009 e 2011 no Ceará.

### Fluminense
Fez um gol em sua estreia contra o Volta Redonda em que seu time venceu por 3 a 0. Fez mas um gol na goleada sobre o Olaria.[carece de fontes?] Anderson fez um gol pelo Fluminense em 16 de junho de 2012, contra a Portuguesa, em que cobraram o escanteio e ele cabeçeou no canto esquerdo do goleiro.
Voltou ao Fluminense em 2013 na primeira partida do clube do ano contra o Nova Iguaçu no campeonato carioca. Marcou um gol contra o Friburguense em 30 de janeiro, empatando o jogo para sua equipe em 2 a 2.

### Volta ao Ceará
Dia 14 de dezembro de 2013, confirmou a volta de Anderson para o Ceará. Após o mal desempenho no ano do zagueiro, Anderson teve seu contrato rescindido.

### Nova Iguaçu
Em fevereiro, acertou com o Nova Iguaçu.

### Vila Nova
Em 2016, Anderson acertou com o Vila Nova até o final do ano.

### Botafogo-PB
No dia 5 de setembro de 2016, Anderson acertou com o Botafogo-PB.

## Títulos
Volta Redonda
- Copa Rio: 2007

Americano
- Copa Integração Petrobrás: 2006
- Taça Moisés Mathias de Andrade: 2009

Atlético Goianiense
- Campeonato Goiano: 2011

Fluminense
- Taça Guanabara: 2012
- Campeonato Carioca: 2012
- Campeonato Brasileiro: 2012

Ceará
- Copa dos Campeões Cearenses: 2014
- Campeonato Cearense: 2014

### Artilharia
- Copa dos Campeões Cearenses: 2014 (1 gol)